# Liste de journaux en Russie
La presse en Russie s'est développée sous l'Empire russe, l'Union soviétique, puis la Russie, elle existait avant le XIXe siècle.

## Disparus
- Bulletin de l'Académie impériale des sciences de Saint-Pétersbourg
- Iskra
- Journal de Saint-Pétersbourg
- Kolokol
- Le Contemporain
- Le Courrier de Russie
- Le Journal de Pétersbourg
- Le Messager de l'Europe
- Le Réveille-Matin
- Lectures pour les enfants
- Les Annales de Philologie
- Les Nouvelles russes
- Les Éclats
- Moulin rouge (magazine)
- Novaïa Jizn
- Novoïé Vrémia
- Roul (journal)
- Sovetski ekran
- Télégraphe de Moscou

## Quotidiens
- Apsny
- Goudok
- Izvestia
- Kommersant
- Komsomolskaïa Pravda
- Moskovskaïa Pravda
- Moskovski Komsomolets
- Nezavissimaïa Gazeta
- Novye Izvestia
- Vedomosti

## Tri-hebdomadaires
- Pravda
- Troud

## Bihebdomadaires
- Krokodil
- Novaïa Gazeta

## Hebdomadaires
- Argoumenty i Fakty
- Geopolitika (existe également en version trimestrielle)
- Novy Vzgliad
- Odnako
- Ogoniok
- Pavlovo-Posadskiye izvestiya
- The St. Petersburg Times

## Mensuels
- Iskoustvo Kino
- Journal du Patriarcat de Moscou
- L'Asie et l'Afrique aujourd'hui
- La Russie d'aujourd'hui
- Limonka
- Ptchelovodstvo

## Bimestriels
- 64 (magazine d'échecs)

## Trimestriels
- La Revue d'histoire ancienne
- Russia in Global Affairs